# Centrifugalregulator

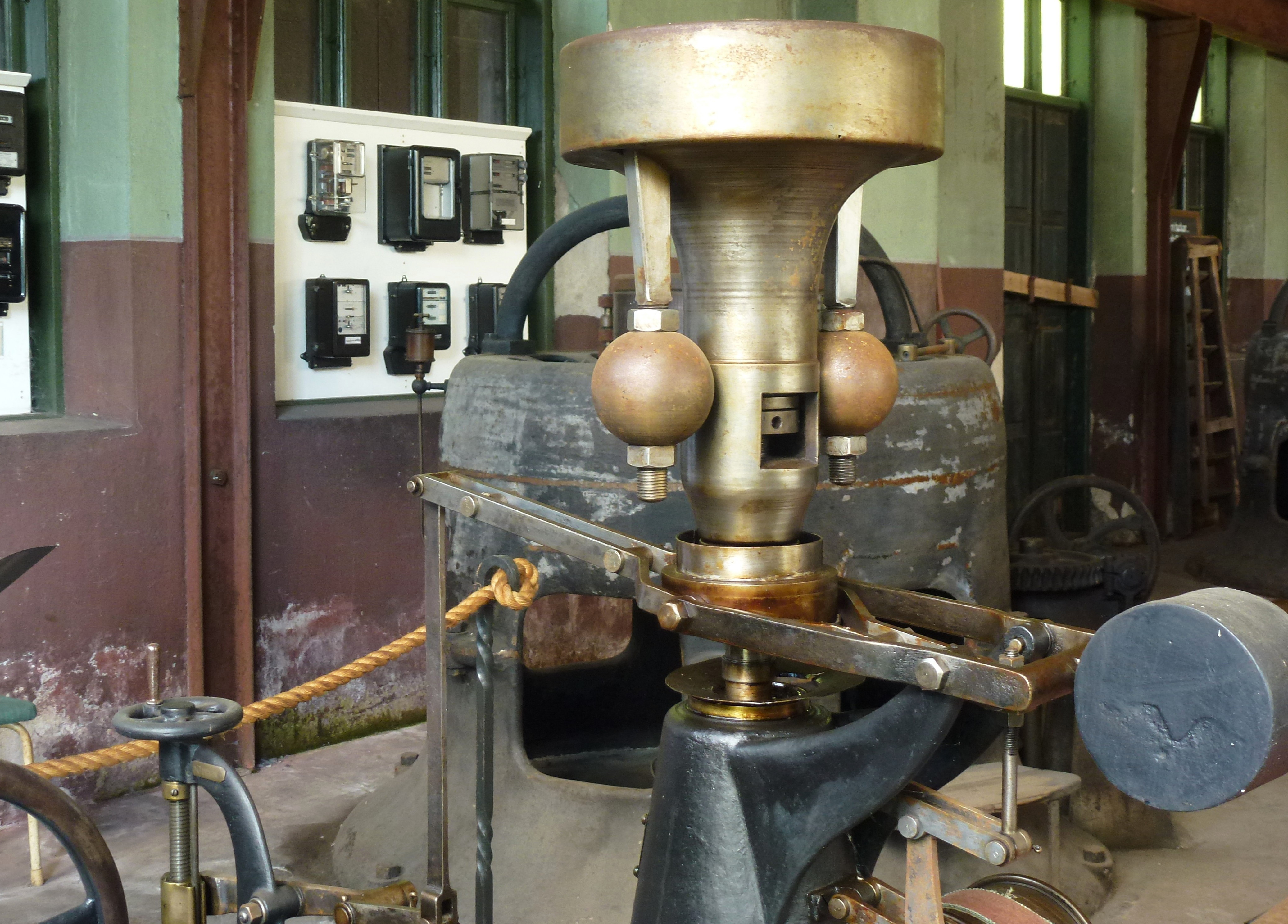
En centrifugalregulator i Västanfors gamla kraftstation.

Centrifugalregulator, mekanisk anordning för att hålla en maskins varvtal konstant. Som namnet antyder bygger dess konstruktion på centrifugalkraften. Ett vanligt användningsområde är ångmaskiner.

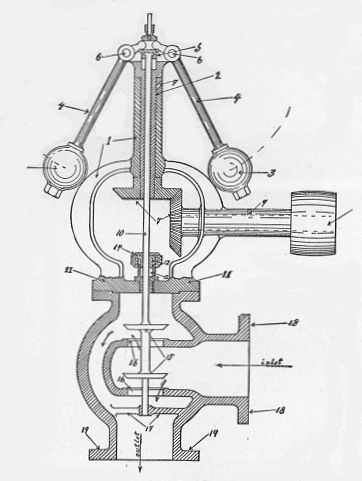
Centrifugalregulator
ångmaskin med centrifugalregulator